# Czynniki wzrostu fibroblastów
Czynniki wzrostu fibroblastów, FGF (od ang. fibroblast growth factor) – rodzina czynników wzrostu zaangażowanych w proces angiogenezy, gojenia się ran i rozwoju zarodków.
Wiążą one heparynę, a interakcje z siarczanem heparanu proteoglikanów na powierzchni komórek okazały się istotne dla transdukcji sygnału FGF. Czynniki wzrostu fibroblastów odgrywają kluczową rolę w procesach proliferacji i różnicowania wielu komórek i tkanek.
Zidentyfikowano do tej pory 22 substancje należące do grupy czynników wzrostu fibroblastów.